# Olympiacos B. C.
Olympiacos Basketball Club es la transliteración anglicada de la sección profesional de baloncesto del Olympiakós Syndesmos Filathlon Peiraiós (en griego, Ολυμπιακός Σύνδεσμος Φιλάθλων Πειραιώς; traducido literalmente como Olympiacos - Conjunción de Seguidores del deporte de El Pireo), entidad polideportiva sita en la ciudad de El Pireo, Grecia. Al igual que todos los clubes profesionales deportivos de baloncesto del país, debe anteponer a su denominación la referencia a su actividad deportiva y fiscal con las siglas K. Α. Ε. (en griego, Καλαθοσφαιρική Ανώνυμη Εταιρεία; transliterado Kalathosfairikí Anónymi Etaireía; traducido literalmente como Sociedad Anónima de Baloncesto) por lo que es referido como el Κ. Α. Ε. Ολυμπιακός, o literalizado en su conjunto como Sociedad Anónima de Baloncesto Olímpico. (En adelante se referirá únicamente a sus transliteraciones).
Denominado así K. A. E. Olympiacós, Olympiacós B. C. o simplemente Olympiacós, fue fundado en 1931 dentro del conglomerado deportivo de la entidad matriz por lo que en ocasiones se refiere también al sus diversas secciones con las siglas de Olympiacós S. F. P.. Disputa la A1 Ethniki y la Euroliga, la máxima competición del baloncesto europeo. Posee el honor de ser uno de los equipos más laureados y reconocidos del panorama con un total de treinta títulos nacionales y cuatro internacionales, alcanzando su máximo esplendor en los años 1990 y de nuevo en los años 2010. En esa primera época fue designado por la FIBA como el mejor equipo de la década.[cita requerida] Propiedad de los hermanos Panagiotis y Giorgos Angelopoulos, disputa sus encuentros como local en el Stádio Eirínis kai Filías (es. Estadio de la Paz y la Amistad) que posee una capacidad de 14.940 espectadores.
En la temporada 1996-97, el equipo consiguió ganar la Euroliga,  venciendo también en la final al FC Barcelona. Aquel año, jugaron en el equipo estrellas como Panagiotis Fasoulas, Giorgos Sigalas y David Rivers. Ganaría después otras dos Euroligas más.
Al igual que la homóloga sección de fútbol, mantiene una histórica y violenta rivalidad con el vecino Panathinaikós.

## Pabellón

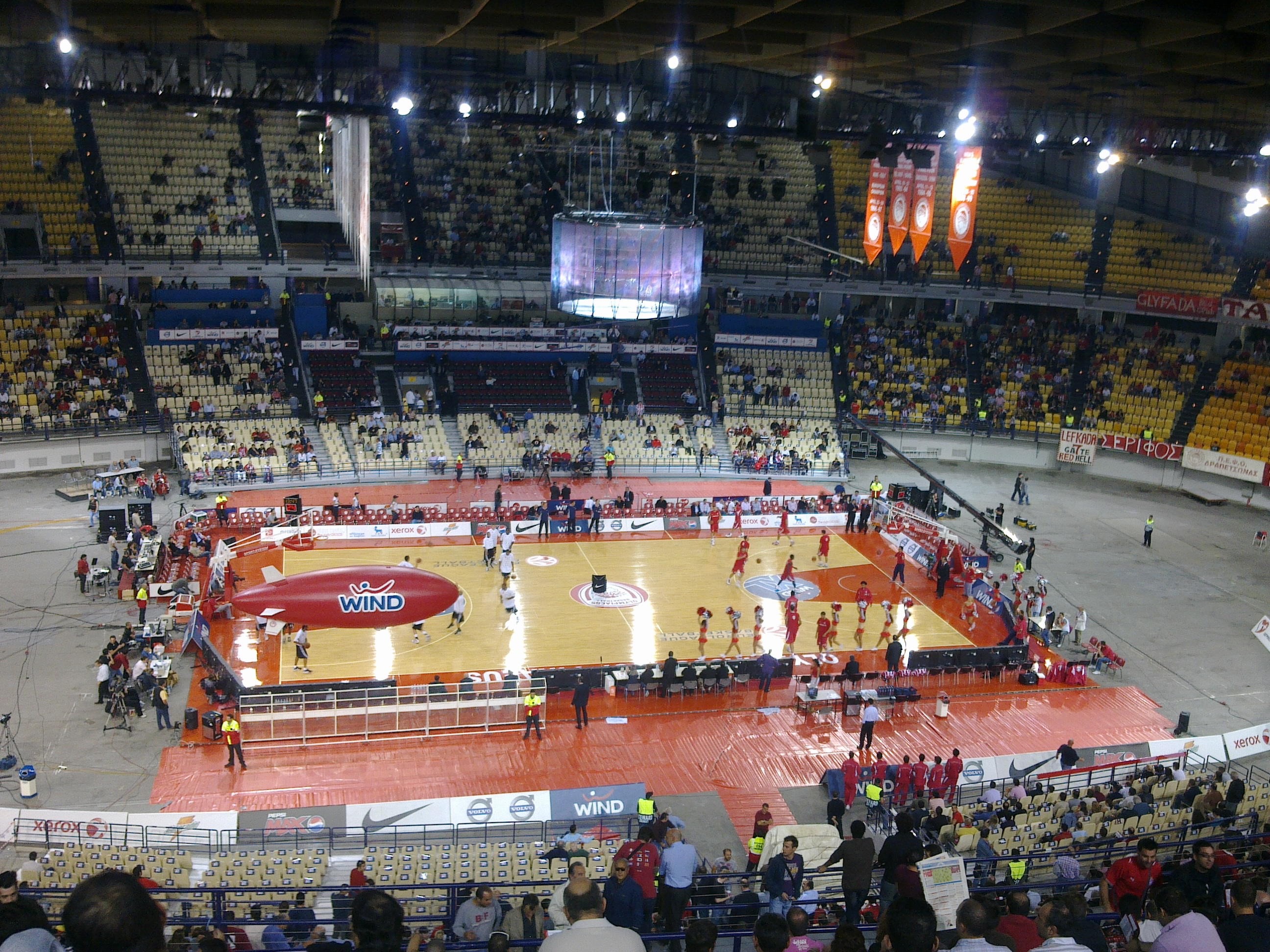
Estadio de la Paz y la Amistad

El Olympiakós disputa sus partidos en el Estadio de la Paz y la Amistad (en griego, Στάδιο Ειρήνης και Φιλίας), un pabellón situado en la localidad de Falero, en El Pireo. Está situado justo en frente del Estadio Georgios Karaiskakis, donde disputa sus partidos el P. A. E. Olympiakós, la sección de fútbol del club. El pabellón se construyó en 1985, usándolo el Olympiakós desde 1991. Tiene una capacidad para 14.940 espectadores, aunque para los partidos de baloncesto se reduce a 12.171. Fue la sede del Campeonato de Europa de 1987 y del Campeonato Mundial de Baloncesto de 1998.

## Palmarés
- 1 Copa Intercontinental FIBA: 2013.
- 3 Euroligas: 1996-97, 2011-12 y 2012-13.

Finalista de la Euroliga en seis ocasiones: 1993-94, 1994-95, 2009-10, 2014-15, 2016-17 y 2022-23.
- 15 Ligas de baloncesto de Grecia: 1948-49, 1959-60, 1975-76, 1977-78, 1992-93, 1993-94, 1994-95, 1995-96, 1996-97, 2011-12, 2014-15, 2015-16, 2021-22, 2022-23, 2024-25
- 12 Copas de Grecia: 1976, 1977, 1978, 1980, 1994, 1997, 2002, 2010, 2011, 2022, 2023, 2024
- 3 Supercopa de baloncesto de Grecia: 2022, 2023, 2024

### Sección Femenino
- 9 Ligas de baloncesto femenino de Grecia: 2016, 2017, 2018, 2019, 2020, 2022, 2023, 2024, 2025
- 6 Copas de Baloncesto femenino de Grecia: 2016, 2017, 2018, 2019, 2022, 2025

## Jugadores

### Jugadores históricos
| - Nikos Boudouris - Nasos Galakteros - –{bandera\|USA}} Steve Giatzoglou - Panagiotis Fasoulas - Evangelos Koronios - Dimitris Papanikolaou - Kostas Papanikolaou - Ioannis Papapetrou - Theodoros Papaloukas - Giorgos Printezis - Giorgos Sigalas - Kostas Sloukas - Vassilis Spanoulis | - Christian Welp - – Aleksander Vezenkov - Dalibor Bagarić - Arijan Komazec - Dino Rađa - Iñaki de Miguel - David Rivers - Evan Fournier - Nikola Milutinov - Žarko Paspalj - Dragan Tarlać - Miloš Teodosić - Milan Tomić |